# 25073 Lautakshing
25073 Lautakshing este un asteroid din centura principală de asteroizi.

## Descriere
25073 Lautakshing este un asteroid din centura principală de asteroizi. A fost descoperit pe 17 august 1998 la Socorro, New Mexico, în cadrul proiectului LINEAR. Asteroidul prezintă o orbită caracterizată de o semiaxă mare de 2,53 ua, o excentricitate de 0,09 și o înclinație de 2,6° în raport cu ecliptica.